# Patrick Stübing
Patrick Stübing (Leipzig, 1977) is een Duitse slotenmaker die bekendheid heeft verworven vanwege het feit dat hij een relatie met zijn biologische zus Susan Karolewski had, en vier kinderen bij haar heeft verwekt. Hierdoor is hij het middelpunt van een debat over de toelaatbaarheid van incest.

## Biografie
Toen Stübing 3 jaar oud was, werd hij uit huis geplaatst en geadopteerd wegens geweld van zijn vader. Twintig jaar later, op zijn 23e, zocht hij contact met zijn biologische familie, bestaande uit zijn moeder, zijn zus Anna Marie Karolewski en zijn tweede zus Susan Karolewski. Hij trok bij hen in en deelde een slaapkamer met zijn zus. Na de dood van hun moeder werd de relatie seksueel. Toen Susan Karolewski 16 jaar oud was, beviel ze van hun eerste kindje Erik. Susan zou mentaal als 'subnormaal' zijn omschreven.
Een verpleegster vermoedde echter dat Patrick Stübing de vader van het kindje was en lichtte de politie in. Het lichamelijk en geestelijk gehandicapte kindje werd uit huis geplaatst en in 2001 leidde dit tot een jaar voorwaardelijke gevangenisstraf voor Patrick Stübing. Susan werd als minderjarige onder toezicht geplaatst. Stübing bleef echter een seksuele relatie met zijn zus onderhouden, wat leidde tot de geboorte van nog twee dochters. Eén meisje bleek eveneens ernstig gehandicapt, terwijl de andere dochter een hartafwijking bleek te hebben die uiteindelijk medisch verholpen is. Beide kinderen zijn eveneens uit huis geplaatst. Hiervoor werd Stübing in 2005 uiteindelijk tot 2,5 jaar onvoorwaardelijke gevangenisstraf veroordeeld, waarvan 2 jaar uitgezeten. Terwijl hij deze straf uitzat had Susan kortstondig een vriendje, wat resulteerde in de geboorte van nog een kind waar ze uiteindelijk afstand van heeft gedaan. Na het uitzitten van de straf trok Stübing opnieuw bij haar in en kregen ze samen een vierde kind. Deze dochter verkeert in goede gezondheid en heeft voor zover bekend geen erfelijke afwijkingen.

## Duits wetboek van strafrecht
Paragraaf 173 van het Duitse wetboek van strafrecht verbiedt seksuele relaties tussen te nauwe bloedverwanten en stelt eventuele afwijkingen bij nakomelingen gelijk aan letsel toegebracht door de ouders. Duitsland is hiermee een van de landen dat incest als zodanig strafbaar stelt, in tegenstelling tot bijvoorbeeld Nederland. Broer en zus zijn een juridische strijd aangegaan om hun uit huis geplaatste kinderen terug te krijgen en om het verbod op incest te doen intrekken. Het Bundesverfassungsgericht te Karlsruhe heeft hen uiteindelijk op 13 maart 2008 in het ongelijk gesteld, waarmee incest strafbaar blijft in Duitsland. 
Inmiddels zijn Patrick Stübing en Susan Karolewski uit elkaar en hebben ze een voogdijstrijd over hun dochtertje Sofia, die met haar moeder in een buitenwijk van Leipzig woont.